# Chamaeangis vagans
Espèce
Synonymes
- Angraecum vagans Lindl.[1]
- Epidorkis vagans (Lindl.) Kuntze[1]
- Listrostachys vagans (Lindl.) Rolfe[1]

Chamaeangis vagans est une espèce de plantes à fleurs de la famille des Orchidaceae et du genre Chamaeangis. C'est une orchidée endémique de l'île de Principe, à Sao Tomé-et-Principe.